# بارتلهیم
بارتلهیم (به هلندی: Bartlehiem) یک منطقهٔ مسکونی در هلند است که در تیچرکسترادیل واقع شده‌است. بارتلهیم ۷۰ نفر جمعیت دارد.